# Župnija Dornberk
Župnija Dornberk je rimskokatoliška teritorialna župnija Dekanije Šempeter Škofije Koper.

## Sakralni objekti
| #  | Fotografija | Cerkev              | Kraj     |
| -- | ----------- | ------------------- | -------- |
| 1. |             | Cerkev sv. Danijela | Dornberk |
| 2. |             | Cerkev sv. Lovrenca | Zalošče  |